# Antonio Cañizares Llovera
Antonio Cañizares Llovera (Utiel, 15 oktober 1945) is een Spaans geestelijke en een kardinaal van de Rooms-Katholieke Kerk.
Cañizares Llovera studeerde zowel aan het klein- als aan het grootseminarie in Valencia. Aan de Pauselijke Universiteit Salamanca promoveerde hij tot doctor in de theologie. Hij werd op 21 juni 1970 tot priester gewijd. Hij werkte vervolgens als kapelaan en catecheet in het aartsbisdom Valencia. Hij werd vervolgens hoogleraar theologie aan de Universiteit van Salamanca en aan het Conciliair Seminarie in Madrid, terwijl hij ook lid was van verschillende commissies van de Spaanse bisschoppenconferentie. Van 1985 tot 1992 was hij directeur van het secretariaat voor de Geloofsleer van deze conferentie.
Op 6 maart 1992 werd Cañizares Llovera benoemd tot bisschop van Ávila; zijn bisschopswijding vond plaats op 25 april 1992. Hij werd op 10 november 1996 benoemd tot lid van de Congregatie voor de Geloofsleer; op 10 december 1996 volgde zijn benoeming tot aartsbisschop van Granada. Tot oktober 1998 was hij daarnaast apostolisch administrator van het bisdom Cartagena. Op 24 oktober 2002 werd hij benoemd tot aartsbisschop van Toledo, en dus tot primaat van de Spaanse kerkprovincie.
Cañizares Llovera werd tijdens het consistorie van 24 maart 2006 kardinaal gecreëerd.  Hij kreeg de rang van kardinaal-priester. Zijn titelkerk werd de Sint-Pancratiusbasiliek. Hij nam deel aan het Conclaaf van 2013, maar verontschuldigde zich vanwege gezondheidsredenen voor het conclaaf van 2025.
Op 9 december 2008 werd Cañizares Llovera benoemd tot prefect van de Congregatie voor de Goddelijke Eredienst en de Regeling van de Sacramenten, als opvolger van Francis Arinze.
Op 28 augustus 2014 werd Cañizares Llovera benoemd tot aartsbisschop van Valencia.
Cañizares Llovera ging op 10 oktober 2022 met emeritaat.

## Biografie
- 1973 – Santo Tomás de Villanueva, testigo de la predicación española del siglo XVI (proefschrift)
- 1997 – Evangelización, catequesis, catequistas
- 1997 – Los diez mandamientos